# Kyje (powiat Jiczyn)
Kyje – gmina w Czechach, w powiecie Jiczyn, w kraju hradeckim. Według danych z dnia 1 stycznia 2014 liczyła 62 mieszkańców.